# Thomas Hansen
Thomas Hansen (18 mei 1983) is een Deens voetballer die speelt als verdediger voor de Deense ploeg Aarup BK.

## Carrière
Hansen speelde voor de jeugd van Svendborg FB waarna hij overstapte naar Odense BK waar hij zijn profdebuut maakte. Hij voetbalde er tot 2003 toen hij overstapte naar Esbjerg fB waar hij tot in 2005 zou voetballen. Tussen 2005 en 2010 speelde hij voor Brabrand IF en sinds 2011 speelt hij voor Aarup BK.